# Gunung Reuhat
Gunung Reuhat är ett berg i Indonesien.   Det ligger i provinsen Aceh, i den västra delen av landet, 1 700 km nordväst om huvudstaden Jakarta. Toppen på Gunung Reuhat är 383 meter över havet.
Terrängen runt Gunung Reuhat är huvudsakligen kuperad, men norrut är den platt. Terrängen runt Gunung Reuhat sluttar norrut.Runt Gunung Reuhat är det ganska tätbefolkat, med 60 invånare per kvadratkilometer. Närmaste större samhälle är Reuleuet, 15,8 km nordväst om Gunung Reuhat. I omgivningarna runt Gunung Reuhat växer i huvudsak städsegrön lövskog.